# Johannes Andreas Quenstedt
Johannes Andreas Quenstedt (ur. 13 sierpnia 1617 w Quedlinburg, zm. 22 maja 1688 w Wittenberdze) – niemiecki teolog luterański, dogmatyk.
Johannes Andreas Quenstedt studiował na uniwersytetach w Helmstedt (1637–1643) i w Wittenberdze (1644). Na drugiej uczelni początkowo wykładał geografię, następnie był profesorem adiunktem na wydziale filozofii (1646–1649), profesorem zwyczajnym logiki i metafizyki oraz profesorem pomocniczym teologii (1649–1660) i profesorem zwyczajnym teologii (1660–1688). Reprezentował poglądy ortodoksyjne i reakcyjne wobec nowych tendencji. Jego największe dzieło, Theologia didactico-polemica sive systema theologicum, oparte na Theologia, positiva acroamatica J. F. Königa, napisane zostało według najostrzejszych standardów luterańskiej ortodoksji.

## Dzieła (wybór)
- Dialogus de patriis illustrium doctrina et scriptis virorum (Wittenberg, 1654)
- Exercitationes de theologia in genere ejusque principio sancta scriptura (Wittenberg, 1677)
- Ethica pastorum et instructio cathedralis (Wittenberg, 1678)
- Theologia didactico-polemica sive systema theologicum (Wittenberg, 1685)